# Quãng tám

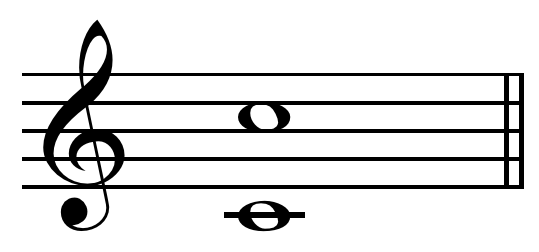
Quãng tám đúng

Trong âm nhạc, một quãng tám hay bát độ (tiếng Anh: octave, tiếng Latinh: octavus) là một quãng âm hay khoảng cách về thời gian giữa một nốt nhạc (hoặc cao độ âm thanh) với một nốt khác có tần số gấp nửa hoặc gấp đôi nó. Đối với người nghe nhạc, hai âm cao cách nhau một quãng tám sẽ có một sự giống nhau nhiều hơn là so với các âm cao khác. Quãng tám được xem là một hiện tượng tự nhiên và được biết đến như là "sự kì diệu cơ bản của âm nhạc". Việc sử dụng quãng tám là "thông dụng trong phần lớn các hệ thống âm nhạc."
Những thang âm (âm giai - scale) quan trọng trong âm nhạc được hình thành bằng cách sử dụng tám nốt nhạc, và khoảng cách giữa nốt đầu tiên và nốt cuối là một quãng tám. Ví dụ, thang âm Đô Trưởng (C Major scale) là một chuỗi 8 nốt C-D-E-F-G-A-B-C, trong đó C đầu và C cuối hình thành một quãng tám.
Một ví dụ khác về việc sử dụng quãng tám là khoảng khách giữa harmonics đầu nhất và thứ hai trong chuỗi harmonic.
Quãng tám thường được xem như là một tầm âm (diapason).
Trong quy định về ký hiệu cho các quãng đúng (perfect interval) thì quãng tám được viết là P8. Đối với một nốt nhạc, quãng tám nằm trên hoặc dưới nốt đó đôi khi được gọi tắt lần lượt là 8va (tiếng Ý: all'ottava) và 8vb (tiếng Ý: all'ottava bassa). Tương tự, quãng đồng âm, quãng bốn đúng, quãng năm đúng được viết tắt là PU (hay P1), P4 và P5.

## Lý thuyết

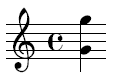
Một ví dụ về quãng tám, kéo dài từ nốt G3 đến G4

Ta xét một nốt nhạc có tần số 400 Hz, như vậy nốt nhạc trên nó sẽ có tần số là 800 Hz, và nốt nhạc phía dưới nó là 200 Hz. Tỉ lệ của tần số hai nốt nhạc cách nhau một quãng tám là 2:1. Như vậy hai nốt nhạc cách nhau 2 quãng tám sẽ có tần số chênh nhau 4 lần, 3 quãng tám là 8 lần, và cứ thế. Ví dụ, hai nốt nhạc lần lượt có tần số 50 Hz và 400 Hz sẽ lần lượt cách nốt nhạc 100 Hz một và hai quãng tám, vì chúng lần lượt bằng ½ (hay 2 −1) và 4 (or 22) lần nốt nhạc 100 Hz.
Sau đồng âm, quãng tám là loại quãng âm đơn giản nhất trong âm nhạc. Hệ thống thính giác của người có xu hướng nghe hai âm thanh có âm cao cách nhau quãng tám là "như nhau" vì hai âm này có hòa âm liên quan rất chặt chẽ. Khi một quãng tám vang lên cùng lúc sẽ tạo ra một âm thanh rất dễ chịu trong âm nhạc. Chính vì vậy, trong hệ thống ký hiệu nhạc phổ của phương Tây hai nốt nhạc cách nhau một quãng tám sẽ có cùng tên gọi: ví dụ như tên của một nốt nhạc cách nốt A một quãng tám cũng là A. Hiện tương này gọi là tính tương đồng âm nhạc, một giả định rằng các âm cao cách nhau một hay vài quãng tám sẽ tương đồng với nhau trên nhiều mặt, điều này dẫn tới sự hình thành của quy ước "âm giai được định nghĩa bằng cách quy định rõ các quãng âm giữa một quãng tám". Sự khái niệm hóa cao độ như là một thực thể có hai chiều: "độ cao của cao độ" (pitch height) thể hiện tần số tuyệt đối và "lớp cao độ" (pitch class) thể hiện vị trí tương đối trong quãng tám, vốn đã bao hàm chu kỳ quãng tám. Vì vậy tất cả các nốt C trong bất kỳ quãng tám nào đều thuộc cùng một lớp cao độ. Tính tương đồng của quãng tám là một phần của gần như tất cả "các nền văn hóa âm nhạc phát triển", nhưng nó chưa phải là một "chuẩn" chung cho tất cả các nền âm nhạc thời kì sơ khai.
Khỉ cũng cảm nhận được sự tương đồng trong các quãng tám, và nền tảng sinh học cho việc này dường như là một bản đồ quãng tám nằm trong vùng đồi não của bộ não động vật có vú và sự nhật thức của tính tương đồng quãng tám trong các mạng lưới thần kinh tự tổ chức có thể hình thành thông qua việc phơi bày chúng dưới tác động của các nốt nhạc mà không có sự dẫn dắt nào, điều này bắt nguồn từ cấu trúc âm học của các nốt nhạc đó. Các nghiên cứu cho thấy có tồn tại sự nhận thức về quãng tám của chuột (Blackwell & Schlosberg, 1943), trẻ sơ sinh (Demany & Armand, 1984), và các nhạc sĩ (Allen, 1967) nhưng không xuất hiện ở loài chim sáo đá (Cynx, 1993), trẻ em 4-9 tuổi (Sergeant, 1983), hay những người không phải là nhạc sĩ (Allen, 1967).
Trong khi từ "quãng tám" thường được hiểu là "quãng tám đúng" (P8), quãng âm của một quãng tám trong âm nhạc bao hàm cả những sự thay đổi trong lớp cao độ, điều này có nghĩa là từ nốt G♮ đến G♯ (cách nhau 13 nửa cung) được gọi là một quãng tám tăng (A8), và từ nốt G♮ đến G♭ (11 nửa cung) là một quãng tám giảm (d8). Các quãng tám tăng-giảm rất hiếm được dùng vì thông thường có một số nốt trùng âm thích hợp hơn; tuy nhiên phạm trù quãng tám phải được hiểu một cách đầy đủ về nội dung, vai trò và ý nghĩa của quãng tám trong âm nhạc.

## Một số ứng dụng khác của thuật ngữ quãng tám
Ngoài việc được sử dụng như một công cụ mô tả mối tương quan giữa hai nốt nhạc, thuật ngữ quãng tám còn được dùng để nói về một nhóm nốt nhạc nằm giữa một quãng nhạc có giá trị bằng hai quãng tám. Trong âm giai nhị cung và các âm giai lục cung chuẩn khác của âm nhạc phương Tây, trong một quãng tám có 7 nốt nhạc; tuy nhiên nếu tính luôn cả nốt đầu của dãy nốt kế sau (xem thêm lỗi Fencepost) thì có tổng cộng là 8 nốt - đó là nguồn gốc cái tên "quãng tám" (tiếng Anh: octave, bắt nguồn từ tiếng La Tinh octavus). Các âm giai khác có thể có số lượng nốt khác nhau trong một quãng tám, tỉ như âm giai nửa cung có 12 nốt hay âm giai Ả Rập cổ có 17, 19 hoặc thậm chí 24 nốt trong một quãng tám.
Trong kỹ thuật sử dụng nhạc cụ, thuật ngữ "quãng tám" cũng ám chỉ một hiệu ứng đặc biệt xảy ra khi chơi hai nốt cách nhau 1 quãng tám cùng lúc với nhau. Một số nhạc cụ đã được thiết kế để tận dụng hiệu ứng này khi nó mang trong mình hệ thống dây đàn hay lưỡi gà kép, tỉ như trong trường hợp của ghita 12 dây hay trong loại kèn ắcmônica quãng tám.
Phần lớn các hệ thống âm nhạc cổ điển chia quãng tám thành 12 nửa cung (xem bài cung (âm nhạc)). Thông thường các nửa cung được bố trí với tỉ lệ bằng nhau theo tần số giống như trong thang âm 12 cung bằng nhau.

## Ký hiệu

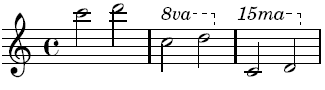
Một ví dụ của 2 ký hiệu thường được sử dụng, một khuôn nhạc dùng ký hiệu 8va, khuôn kia dùng 15ma.

Ký hiệu 8va đôi khi được nhìn thấy trong nhạc phổ, ý nghĩa của nó là "chơi bản nhạc này cao hơn một quãng tám so với những gì đã viết trong nhạc phổ." 8va là chữ viết tắt của ottava, một từ tiếng Ý có nghĩa là "quãng tám". Đôi khi 8va cũng mang nghĩa yêu cầu phải chơi bản nhạc thấp hơn 1 quãng tám - mặc dù trong trường hợp này ký hiệu 8vb (ottava bassa) được sử dụng nhiều hơn. Tương tự, 15ma (quindicesima) yêu cầu người chơi nhạc trình diễn bản nhạc cao hơn 2 quãng tám, còn 15mb (quindicesima bassa) thì là thấp hơn 2 quãng tám. Col 8 hay c. 8va là ký hiệu viết tắt của coll'ottava và mang nghĩa là "chơi những nốt trong đoạn này cùng với những nốt ở quãng 8 được ký hiệu". Tác dụng của các ký hiệu này sẽ bị vô hiệu hóa bởi từ loco, tuy nhiên thông thường một dấu gạch ngang hay một dấu ngoặc đơn sẽ thể hiện giới hạn của đoạn nhạc chịu ảnh hưởng bởi các ký hiệu trên.
Khi được sử dụng với tư cách phục vụ cho việc minh họa lý thuyết âm nhạc thuần túy (không dùng trong các nhạc phổ), quãng tám có thể được viết tắt là P8 (viết tắt của từ tiếng Anh Perfect Eighth có nghĩa là "quãng tám đúng").